# Font-Romeu-Odeillo-Via
Font-Romeu-Odeillo-Via település Franciaországban, Pyrénées-Orientales megyében. Lakosainak száma 1770 fő (2022. január 1.). Font-Romeu-Odeillo-Via Angoustrine-Villeneuve-des-Escaldes, Bolquère, Eyne, Saillagouse, Estavar, Égat és Targassonne községekkel határos.

## Földrajz

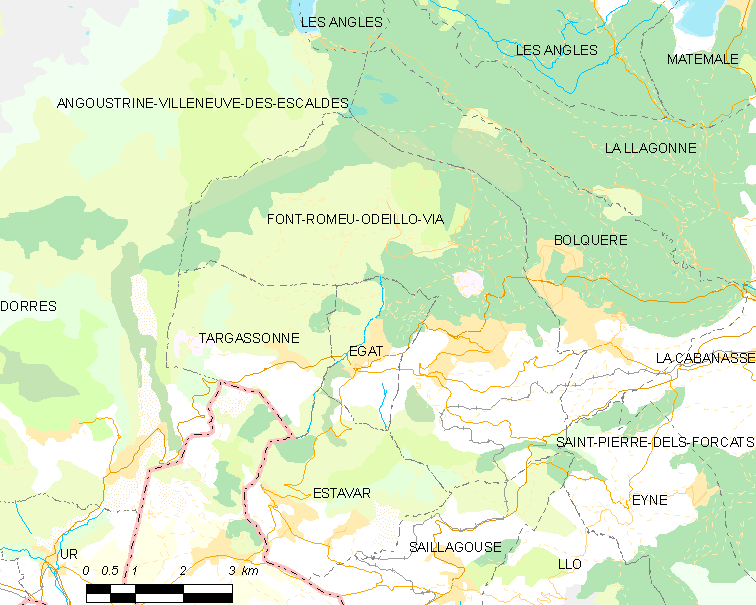
Font-Romeu-Odeillo-Via és környéke

## Népesség
A település népességének változása:
| Lakosok száma | 1877 | 1954 | 2159 | 1928 | 1889 | 1840 | 1791 | 1780 | 1770 |
|               | 2013 | 2015 | 2016 | 2017 | 2018 | 2019 | 2020 | 2021 | 2022 |